# Pavetta rigida
Espèce
Synonymes
- Ixora rigida (Hiern) Kuntze[2]

Pavetta rigida est une espèce de plantes tropicales de la famille des Rubiaceae, présente en Afrique centrale.